# Nepenthes albomarginata
Espèce
Classification phylogénétique
Statut de conservation UICN

 LC  : Préoccupation mineure
Statut CITES
Nepenthes albomarginata est une plante carnivore originaire de Bornéo, de la Malaisie péninsulaire et de Sumatra.
C'est une espèce de basse altitude que l'on rencontre entre 0 et 1 000 m.

## Étymologie
Albomarginata vient du latin Albus (blanc) et marginatus (marge) qui fait référence à sa principale caractéristique morphologique : une collerette de trichomes blancs en dessous du péristome.

## Morphologie
Nepenthes albomarginata est une plante grimpante qui peut atteindre 4 m de long.
Les urnes, qui sont de taille modeste par rapport à d'autres espèces, peuvent atteindre 15 cm de hauteur pour 4 cm de largeur.

## Galerie

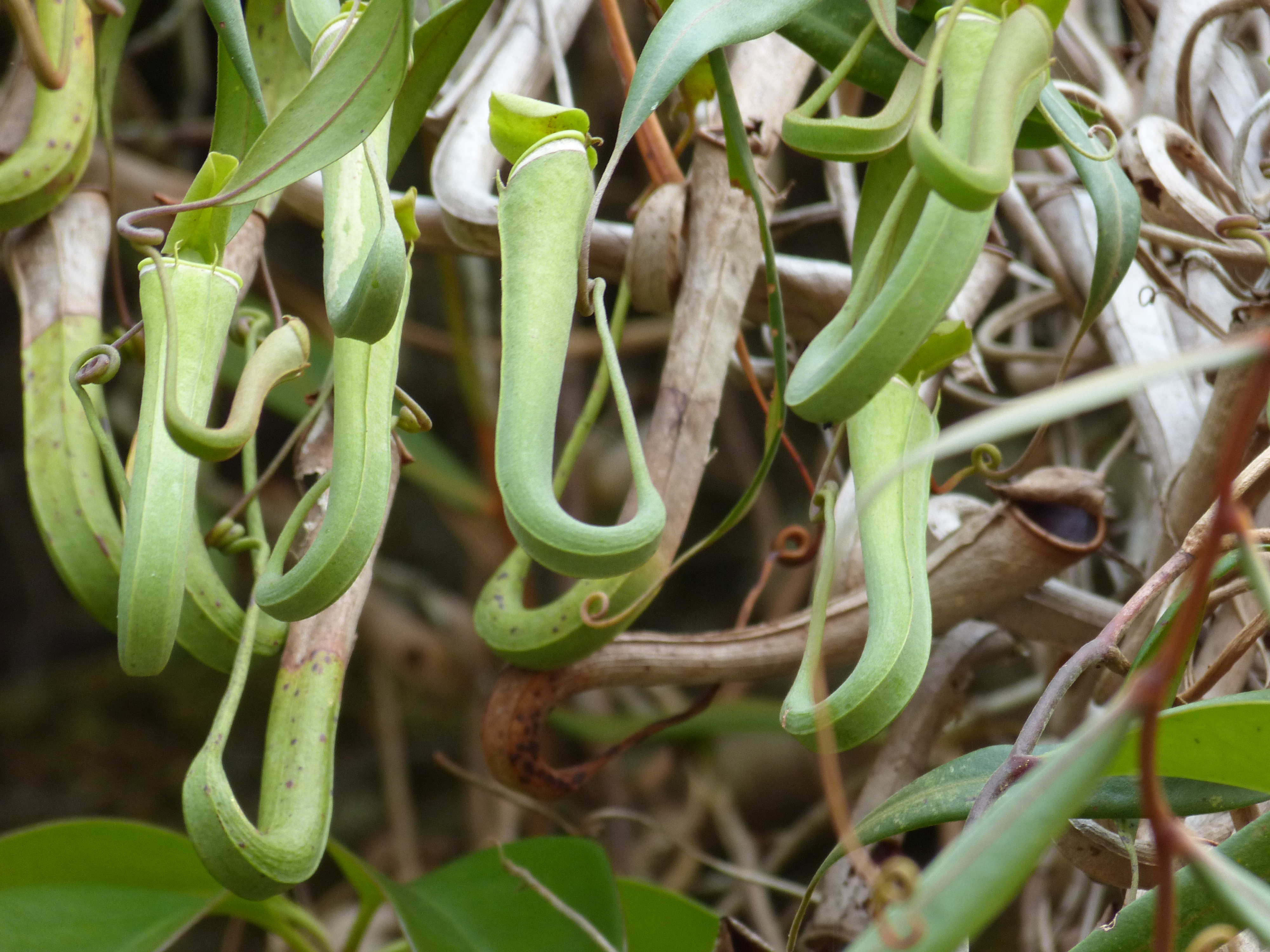
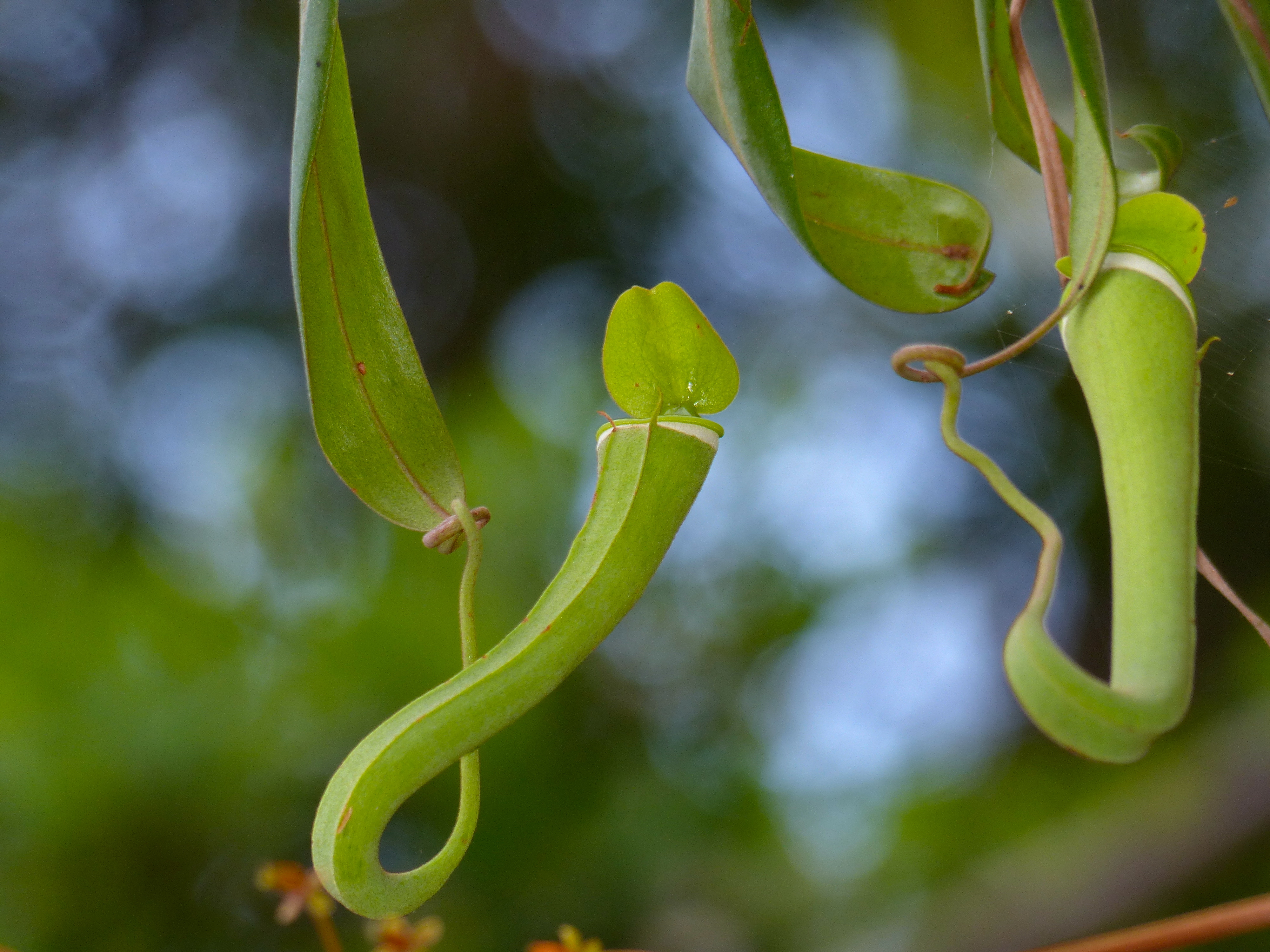
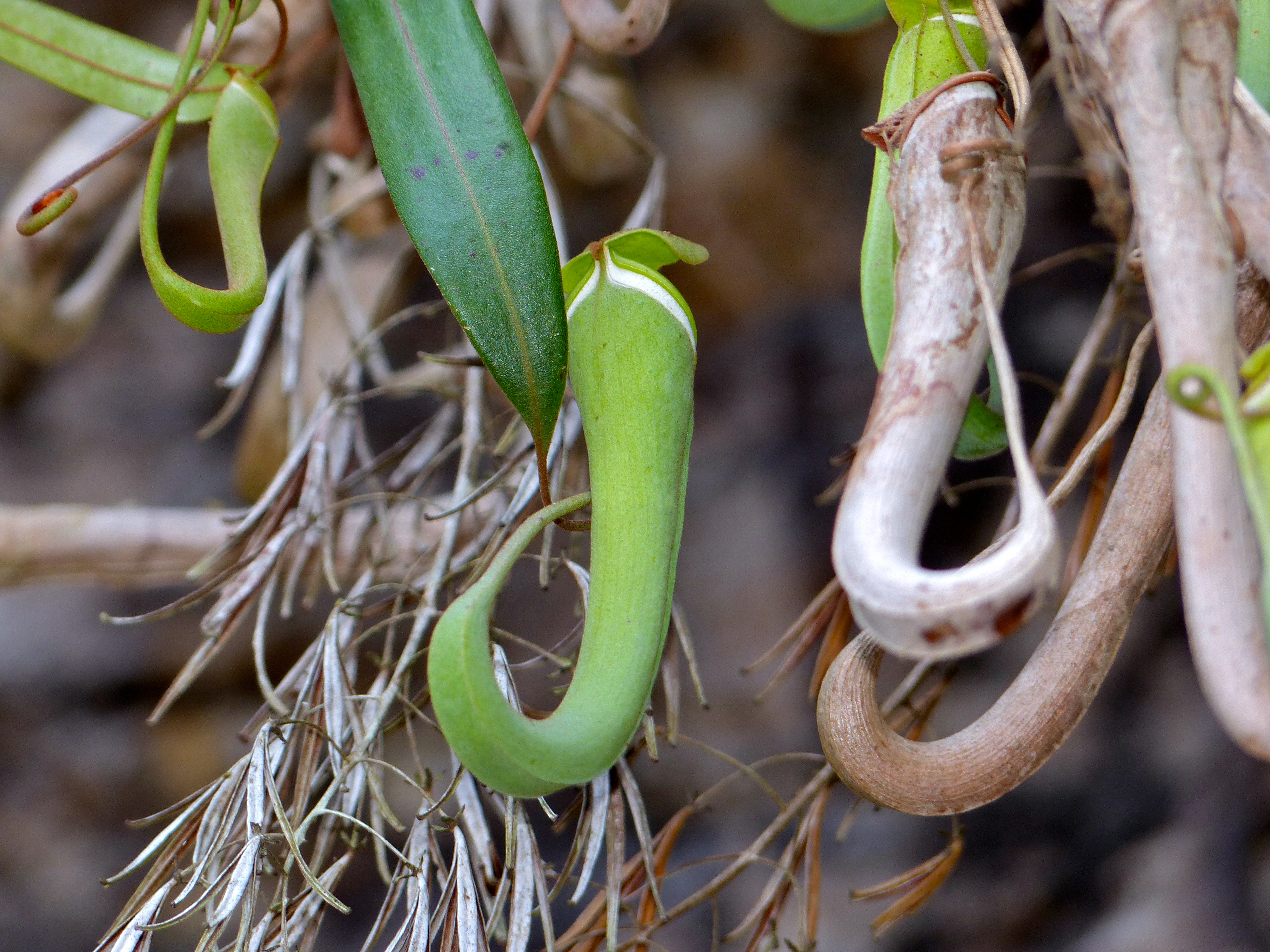
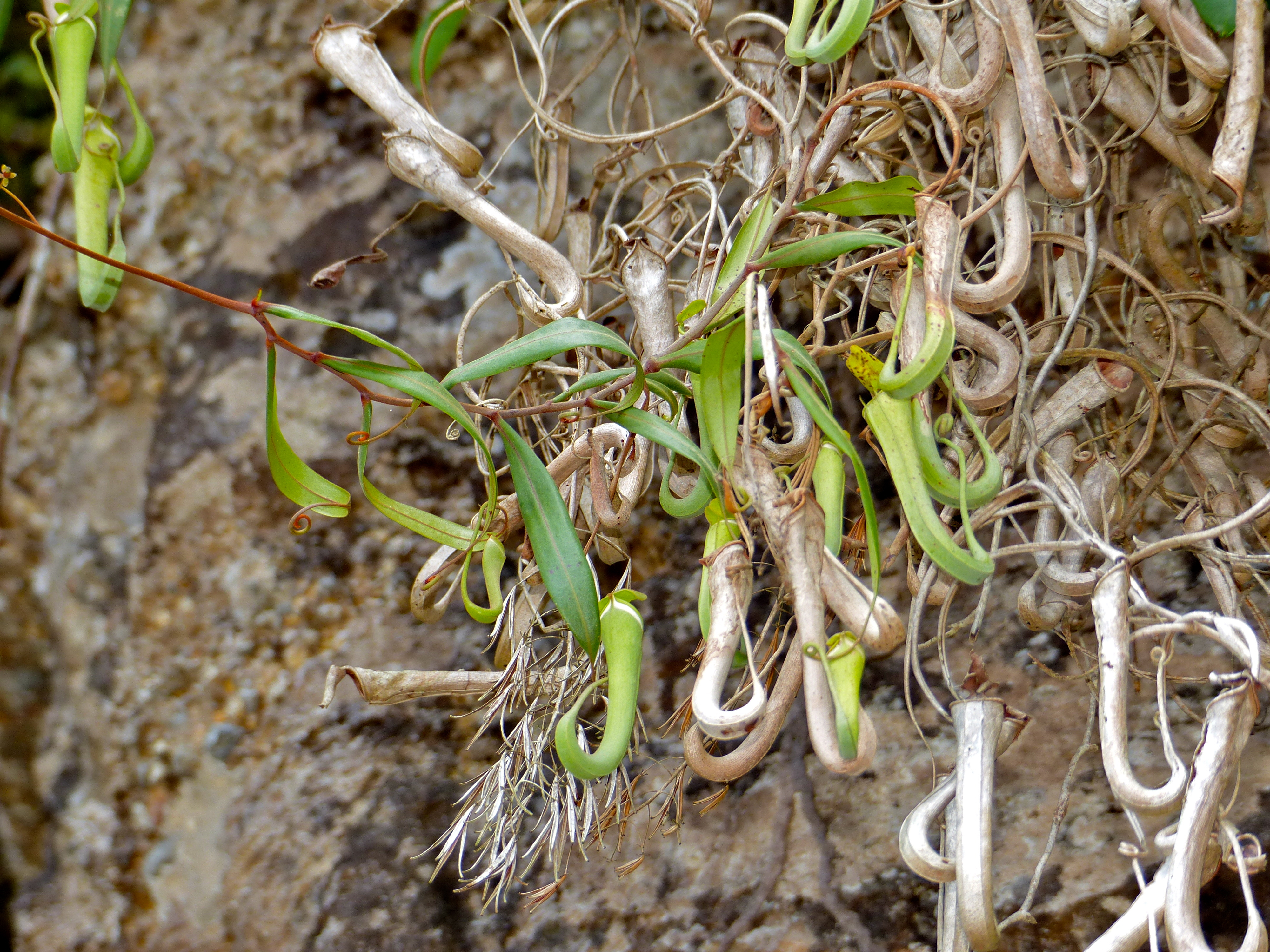